# Charlotte Dravet
Charlotte Dravet (* 14. Juli 1936; † 10. Mai 2025) war eine französische Kinderpsychiaterin und Epileptologin.

## Leben
Nach dem Studium der Humanmedizin an der Universität Aix-Marseille begann Dravet 1962 in Marseille ihre Weiterbildung zur Kinderärztin, die sie 1965 abschloss. Ihre Promotion verfasste sie über das Lennox-Gastaut-Syndrom. 
1971 schloss sie die Weiterbildung in Psychiatrie ab. Von 1965 bis 2000 spezialisierte sich Dravet im Centre Saint Paul in Marseille auf Epileptologie, wobei sie unter anderem mit Henri Gastaut, Joseph Roger und René Soulayrol (pädiatrische Psychiatrie) zusammenarbeitete.
1972 absolvierte sie eine Weiterbildung in der pädiatrischen EEG-Abteilung des Hôpital Saint-Vincent de Paul und in der Abteilung für Funktionelle Neurochirurgie des Hôpital Sainte-Anne in Paris.
Von 1989 bis 2000 war Dravet stellvertretende Medizinische Direktorin des Centre Saint Paul.
Bis zu ihrem Ruhestand im Jahr 2000 lebte sie auf dem Areal des Centre Saint Paul in Marseille und hatte so die Gelegenheit, die stationären Patienten über viele Jahre hinweg Tag und Nacht zu begleiten und zu beobachten, was zu einigen ihrer wichtigsten Beiträge zur Epileptologie führte.

## Werk
Mit Joseph Roger und Michelle Bureau spielte Dravet eine aktive und wichtige Rolle bei der Abgrenzung verschiedener Epilepsie-Syndrome u. a. bei  mehreren Workshops und der Mit-Herausgeberschaft des Buches "Epileptic syndromes in infancy, childhood and adolescence".
1981 beschrieb sie zusammen mit Michelle Bureau die gutartige myoklonische Epilepsie der Kindheit und 1978 sowie 1982 die schwere myoklonische Epilepsie der Kindheit, das später nach ihr benannte Syndrom (Dravet-Syndrom), was durch nachfolgende genetische Befunde bestätigt und ein Modell für genetische Epilepsien der Kindheit wurde.
Von 1991 bis 1993 war Dravet Mitglied des wissenschaftlichen Gremiums der französischen Stiftung für Epilepsieforschung. Von 1996 bis 2004 gehörte sie zur Task Force für Klassifikation und Terminologie der Internationalen Liga gegen Epilepsie (International League Against Epilepsy; ILAE). Von 1997 bis 1999 amtierte sie als Präsidentin der Französischen Liga gegen Epilepsie (LFCE). Im Jahr 2000 organisierte sie den ersten Nationalen Epilepsie-Tag in Frankreich. Von 2003 bis 2006 gehörte sie dem Vorstand des französischen Comité National pour l'Épilepsie an und sie ist nach wie vor Mitglied des wissenschaftlichen Vorstandes der Internationalen Dravet-Syndrome Epilepsy Action League.
Seit ihrem Ruhestand hat sie ihre Aktivitäten auf das nach ihr benannte Syndrom konzentriert. Als Beraterin besuchte sie regelmäßig die Kinderepilepsie-Einheit der Poliklinik A. Gemelli an der Katholischen Universität in Rom, Italien, wo sie Patienten mit dieser Epilepsieform sah und in Zusammenarbeit mit ihren italienischen Kollegen Forschungsarbeiten über deren kognitive Entwicklung koordinierte.
Charlotte Dravet hat selbst oder zusammen mit anderen bei der Weiterbildung vieler Ärzte geholfen, die aus der ganzen Welt nach Marseille kamen, um mehr über die epileptischen Syndrome der Kindheit zu erfahren, und hatte viele Schüler. Sie war weltweit eine gefragte Rednerin bei Epilepsie-Kongressen, Symposien und Workshops, darüber hinaus war sie häufige Teilnehmerin bei Veranstaltungen von Patienten- und Elternvereinigungen.

### Bücher
- C. Dravet, P. Jallon: L’Enfant Épileptique. Le Comprendre et l’Aider. Éditions Privat, Toulouse 1985.
- J. Roger, M. Bureau, C. Dravet u. a. (Hrsg.): Les Syndromes Épileptiques de l’Enfant et de l’Adolescent. J. Libbey, London/Montrouge 1984; englische Ausgabe: J. Roger, C. Dravet, M. Bureau u. a. (Hrsg.): Epileptic Syndromes in Infancy, Childhood and Adolescence. (= Current Problems in Epilepsy. Vol 2). J. Libbey Eurotext, London/Montrouge 1985; aktuelle Auflage: M. Bureau, P. Genton, C. Dravet u. a. (Hrsg.): Epileptic Syndromes in Infancy, Childhood and Adolescence. Fifth edition with video sequences (= Current Problems in Epilepsy. Vol 23). J. Libbey Eurotext, Montrouge 2012.
- C. Dravet (Hrsg.): La Prise en Charge Globale® de l’Épilepsies. Communications Globale Sant, Paris 2002.
- A. V. Delgado-Escueta, R. Guerrini, M. T. Medina, P. Genton, M. Bureau, C. Dravet (Hrsg.): Myoclonic Epilepsies. (= Advances in Neurology. Vol 95). Lippincott Williams & Wilkins, Philadelphia / Baltimore / New York u. a. 2004.
- C. Dravet: Comprendre l’Épilepsie. Notions élémentaires sur l’épilepsie et les épilepsies. (= Dialogue Medecin-Malade). J. Libbey Eurotext, Montrouge 2006.
- C. Dravet, R. Guerrini: Dravet Syndrome. (= Topics in Epilepsy. Vol 3). J. Libbey Eurotext, Montrouge/Esher 2011.

## Auszeichnungen
Charlotte Dravet ist Ehren- oder Korrespondierendes Mitglied vieler nationaler Chapter der ILAE (u. a. auch der Deutschen Gesellschaft für Epileptologie). Weitere Auszeichnungen und Preise sind
- 1989: „Ambassador for Epilepsy“ der ILAE und des Internationalen Büros für Epilepsie (International Bureau for Epilepsy, IBE)
- 2004: Europäischer Epileptologie-Preis der Commission on European Affairs (CEA) der ILAE
- 2011: Ritter der Französischen Ehrenlegion
- 2017: „Lifetime Achievement Award“ der ILAE und des IBE.